# Ormocarpum klainei
Ormocarpum klainei là một loài rau đậu thuộc họ Fabaceae.
Nó được tìm thấy ở Cameroon và Gabon.
Môi trường sống tự nhiên của nó là các khu rừng khô nhiệt đới hoặc cận nhiệt đới.
Nó bị đe dọa do mất môi trường sống.